# Mousehole

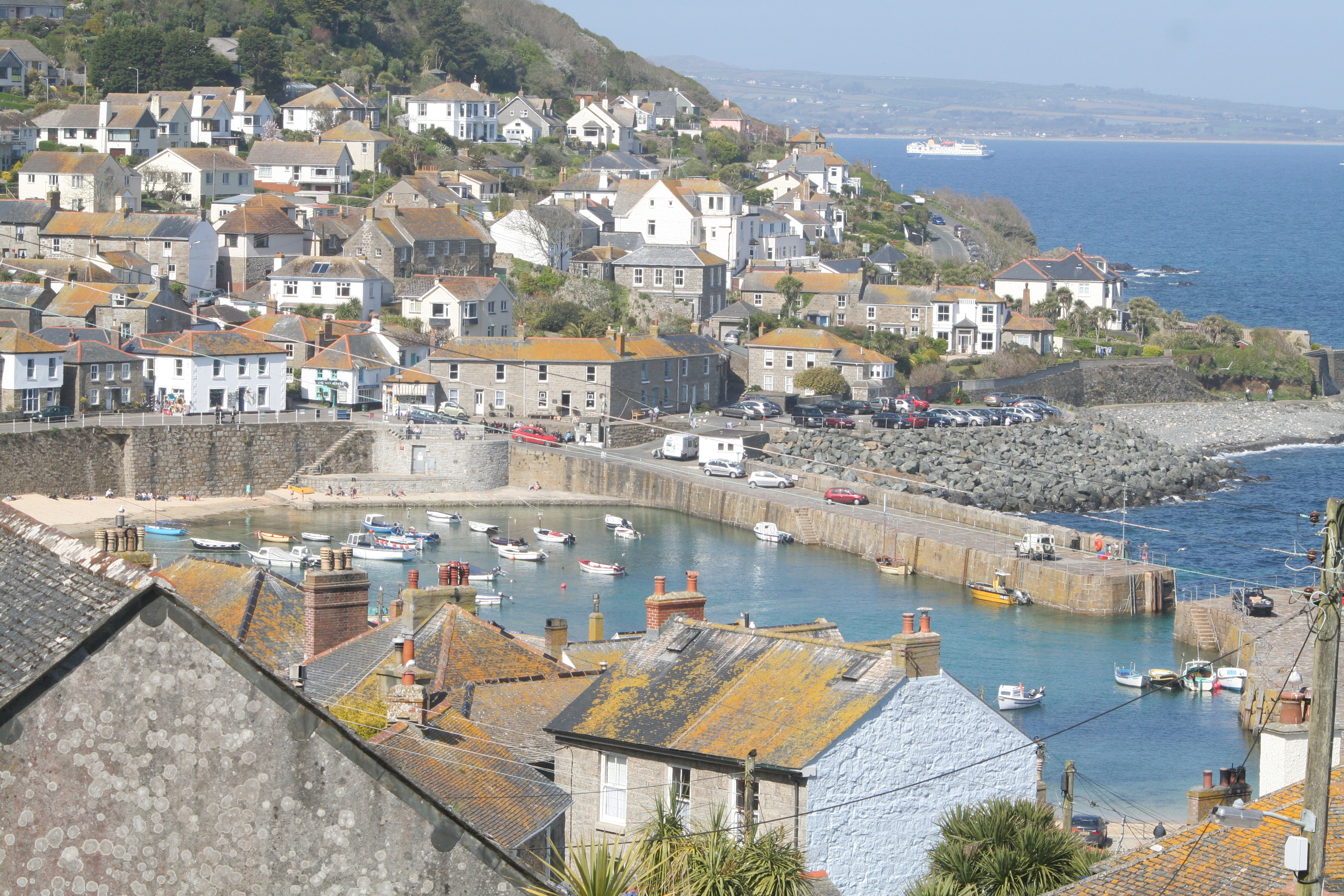
Panoramica del porticciolo di Mousehole

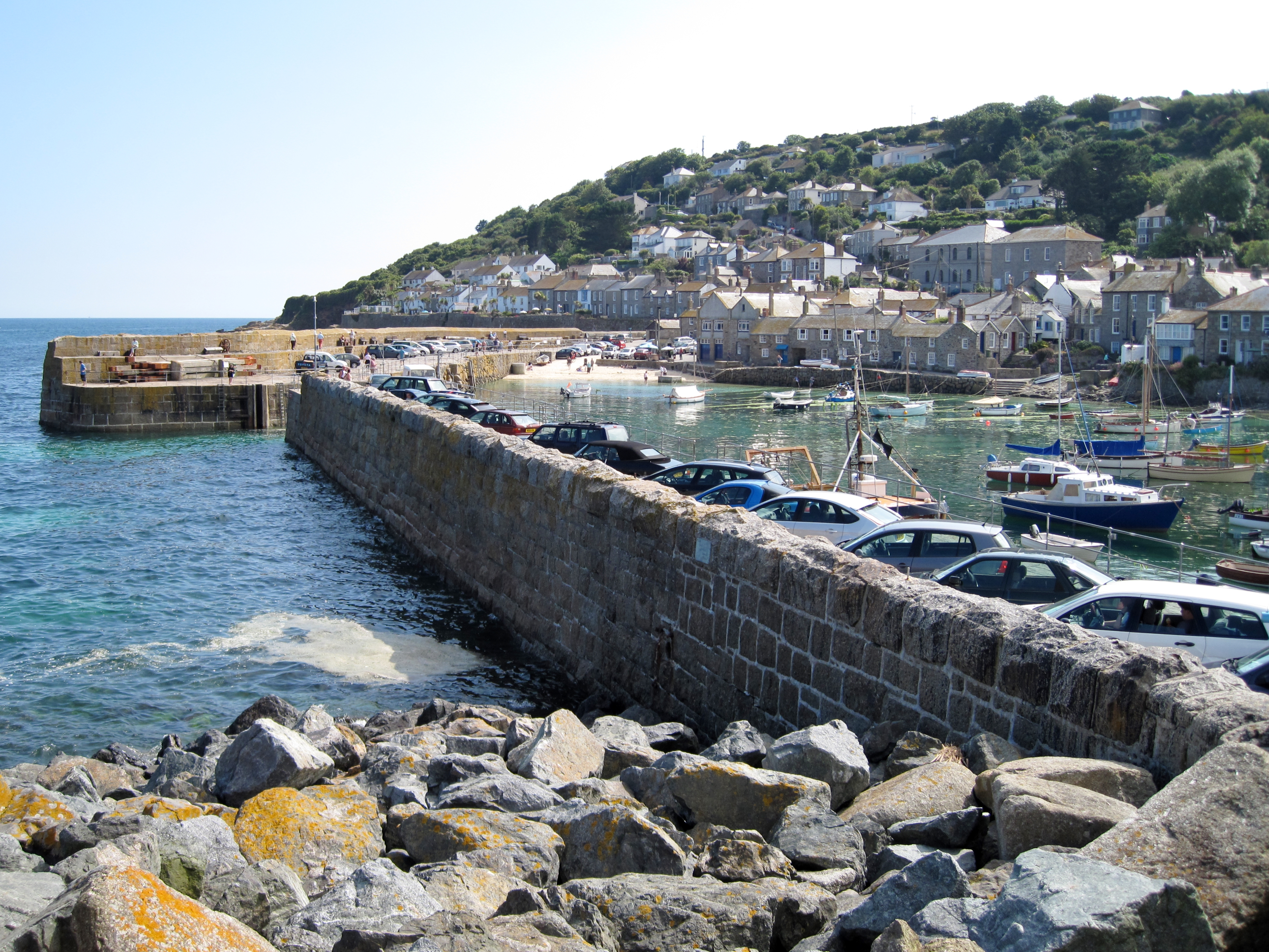
Il porticciolo di Mousehole

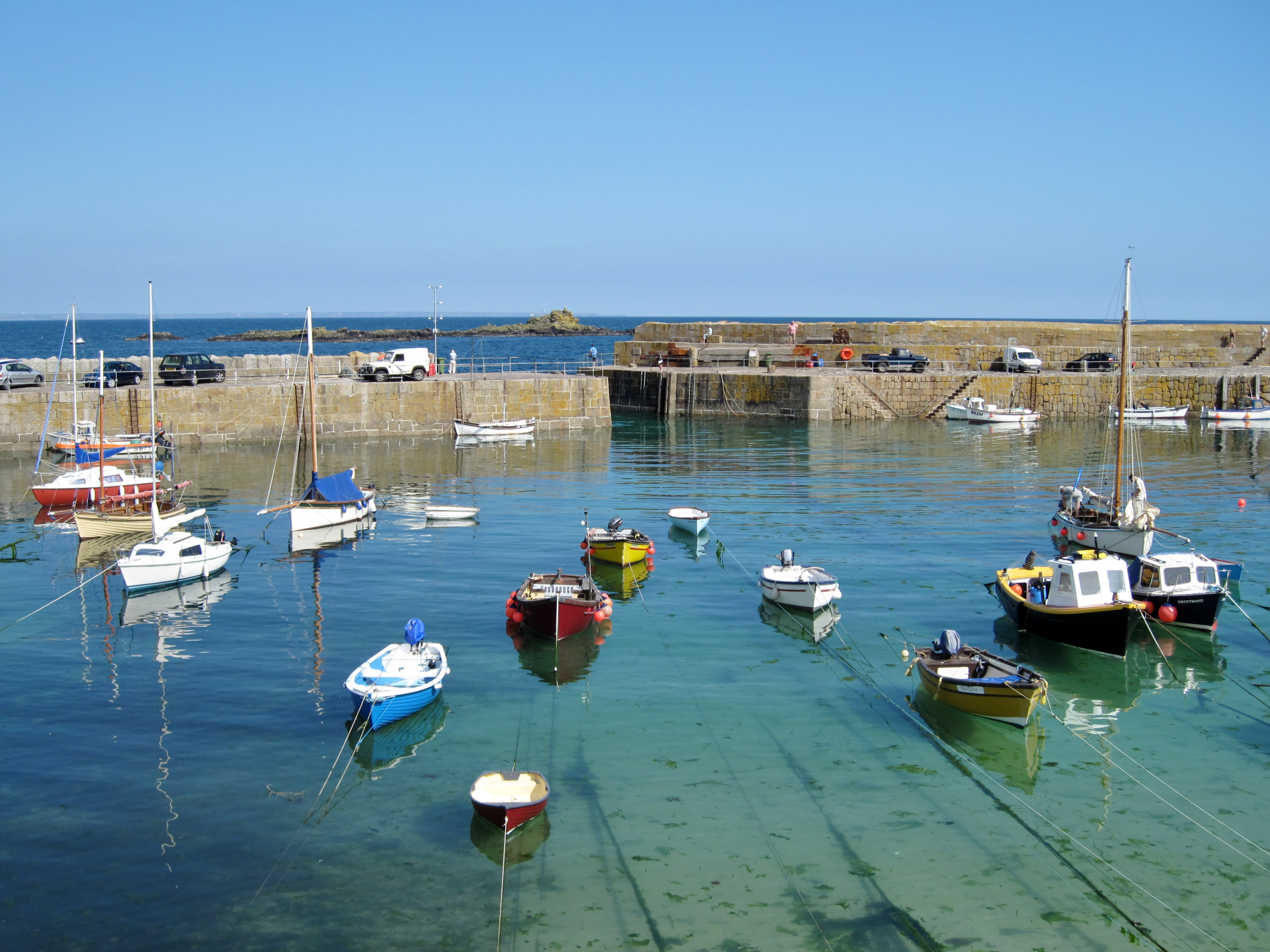
Altra immagine del porticciolo di Mousehole

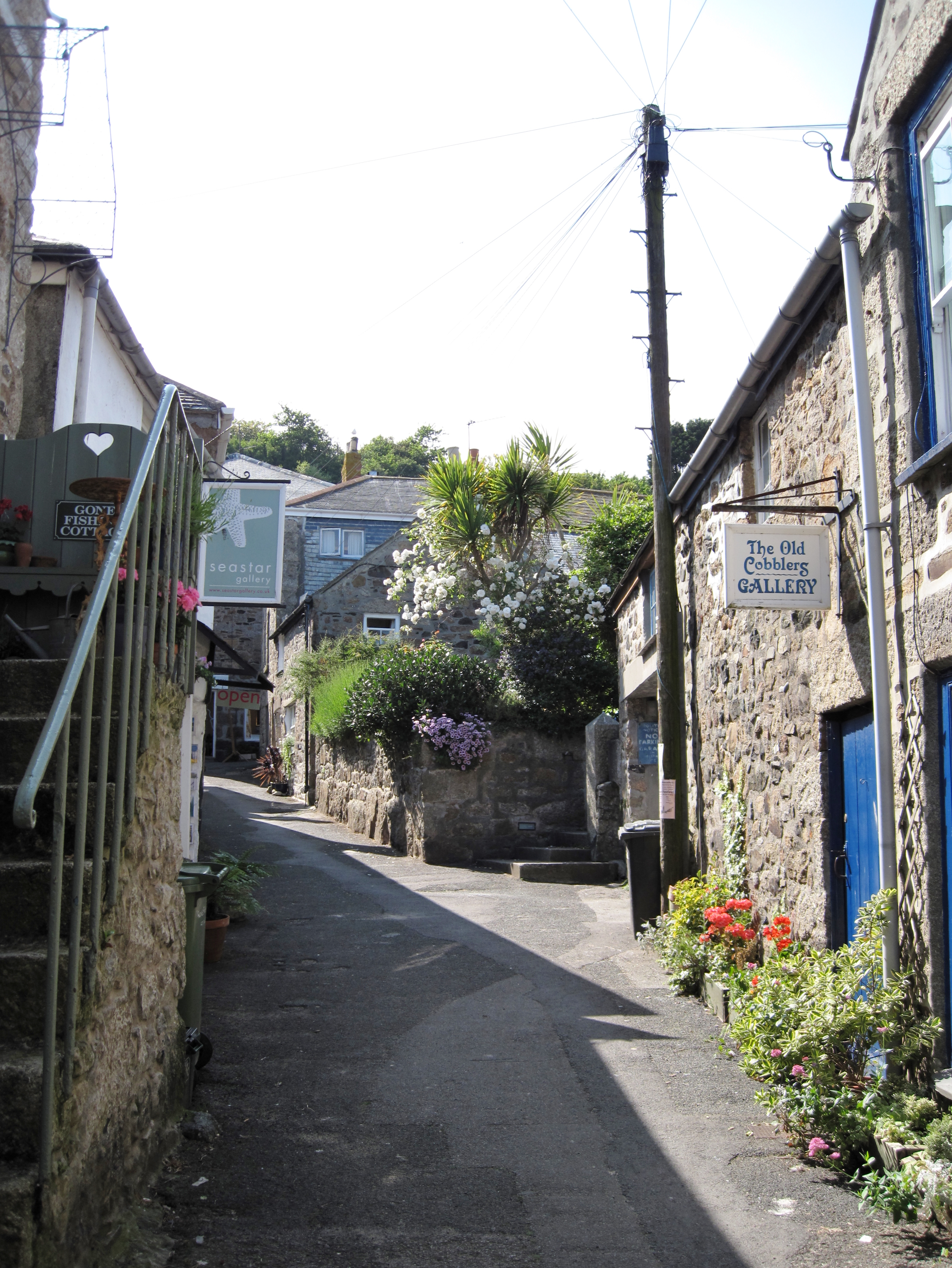
Una viuzza di Mousehole

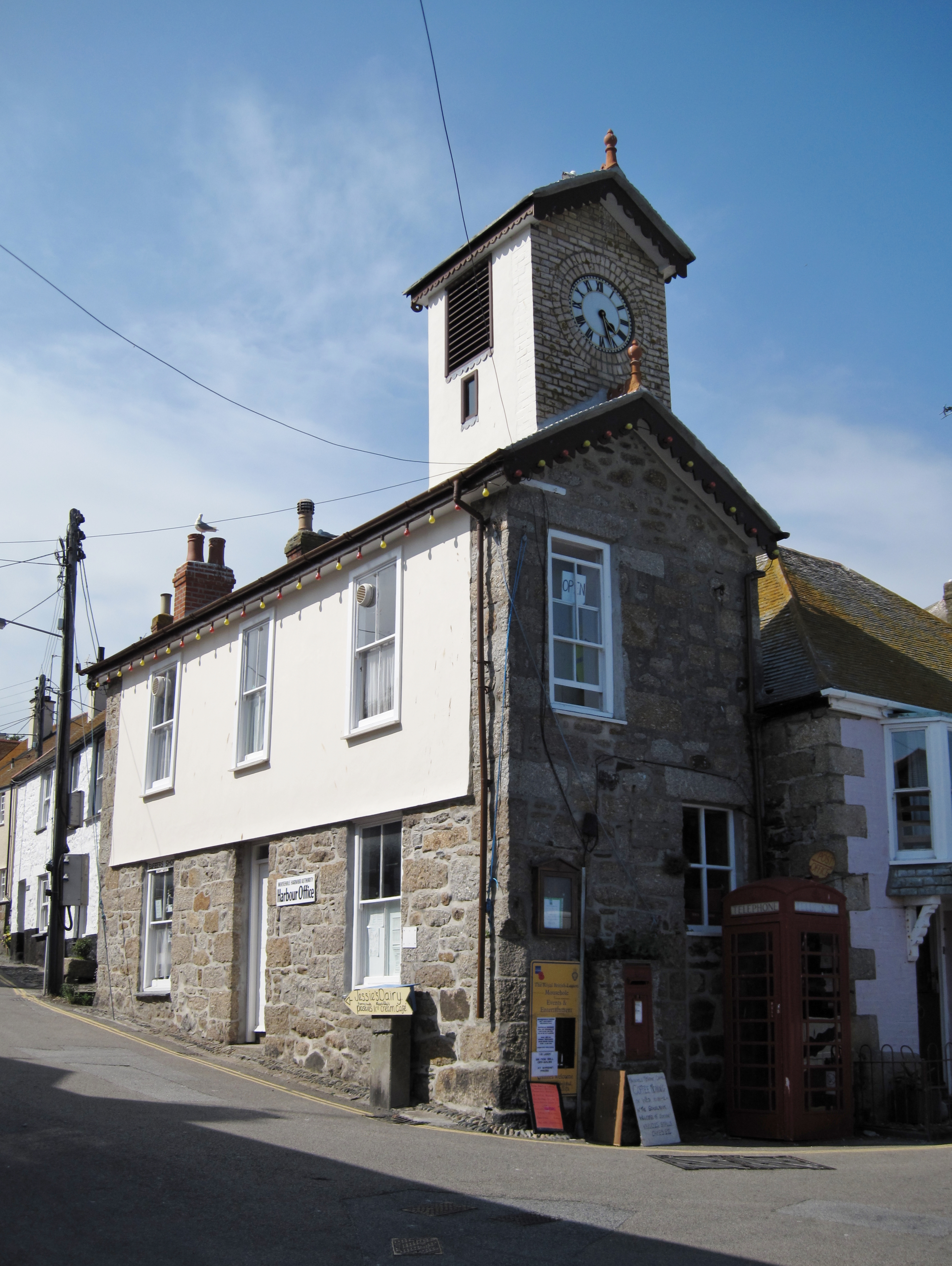
Mousehole: l'ufficio della capitaneria di porto

Mousehole (pron.: /maʊzəl/; in lingua cornica: Porthynys) è un villaggio di pescatori sulla Manica della costa sud-occidentale della Cornovaglia (Inghilterra sud-occidentale), affacciato sulla Mount's Bay, di fronte all'isola di St Clement's, e facente parte della parrocchia civile di Penzance (distretto di Penwith).
Un tempo principale centro per la pesca delle sardine in Cornovaglia, il villaggio è famoso per le sue luci natalizie ed è ricordato come il luogo dove visse l'ultima persona di madrelingua cornica.
Mousehole fu descritto dallo scrittore gallese Dylan Thomas (1914-1953) come il "villaggio più delizioso dell'Inghilterra".

## Geografia fisica
Mousehole si trova nel tratto orientale dell'estremità occidentale della Cornovaglia, tra le località di Newlyn e Lamorna (rispettivamente a sud della prima e a nord-est della seconda), a circa 5 km a sud del centro di Penzance.

## Origini del nome
L'origine del toponimo Mousehole non è chiara: secondo un'ipotesi, sarebbe da intendere nel significato letterale di "buco del topo", in riferimento ad una grotta situata a sud del villaggio e chiamata in questo modo dagli abitanti; secondo un'altra ipotesi, deriverebbe invece dal termine cornico Moeshayle, che significa letteralmente "alla foce del fiume delle giovani donne".

## Storia

### Dalla fondazione ai giorni nostri
Si hanno notizie di Mousehole come di un importante porto peschereccio sin dal 1266.

La località mantenne il suo primato come principale porto affacciato sulla Mount's Bay sino al XVI secolo, quando fu superata da Penzance e Newlyn.
Nel 1595, nel corso della guerra anglo-spagnola (1585-1604), il villaggio fu saccheggiato ed incendiato dagli Spagnoli.
Nel 1907, sei pescatori di Mousehole, località da sempre esposta a forti correnti, furono protagonisti di un celebre salvataggio, quello della barca "Baltic".

## Monumenti e luoghi d'interesse
- Mousehole Bird Hospital and Sanctuary, fondato nel 1928 da Dorothy e Phyllis Yglesias[11]

## Cultura

### Media

#### Letteratura
- A Mousehole è ambientata la fiaba scritta da Antonia Barber ed illustrata da Nicola Bayley The Mousehole Cat (1991)[2][12], che reinterpreta la leggenda locale del marinaio Tom Bawcock: in questa variante, il marinaio possiede una gatta domestica di nome Mowzer che seguirà fedelmente il suo padrone nella sua impresa, mostrando la storia dal suo punto di vista; infatti, secondo la mitologia dei gatti, la tempesta che Tom Bawcock affronta nella leggenda sarebbe stata scatenata dall'ira del Gatto delle Tempeste, che Mowzer riuscirà a placare col suo canto.

#### Cinema e fiction
- A Mousehole sono state girate alcune scene della serie televisiva britannica degli anni settanta, basata sulla serie di romanzi di Winston Graham Poldark.[13]

### Eventi

#### La stagione natalizia
I principali eventi di Mousehole hanno luogo durante la stagione natalizia.

##### Tom Bawcock's Eve
Il 23 dicembre, viene preparata una gigantesca Star Gazey Pie o Stargazy pie, una torta a base di sardine. Questa serata viene chiamata Tom Bawcock's Eve, in onore di una persona del luogo, Tom Bawcock, che - secondo una leggenda - avrebbe salvato la popolazione del villaggio dalla fame dovuta alla mancanza di pesci durante il freddo inverno, affrontando le intemperie e catturando ben sette pesci.
|  |

##### Le luci natalizie di Mousehole
Molto famose sono poi le luci natalizie di Mousehole, introdotte nel 1963 dall'artista Joan Gilchrest.

### Sea Salts & Sail
Un altro famoso evento che ha luogo a Mousehole è il Sea Salts & Sail, che dal 1996 si svolge ogni due anni d'estate e che celebra il passato marittimo della località.